# Los Letreros
Los Letreros är en ort i Mexiko.   Den ligger i kommunen Mocorito och delstaten Sinaloa, i den västra delen av landet, 1 100 km nordväst om huvudstaden Mexico City. Los Letreros ligger 412 meter över havet och antalet invånare är 123.
Terrängen runt Los Letreros är varierad. Runt Los Letreros är det glesbefolkat, med 8 invånare per kvadratkilometer. Närmaste större samhälle är Agua Blanca, 19,2 km väster om Los Letreros. I omgivningarna runt Los Letreros växer i huvudsak lövfällande lövskog.